# Amanda C. Miller
Amanda Celine Miller né le 10 septembre 1987 en Allemagne est une comédienne de voix américaine dans les livres audio, les publicités, les doublages anglais pour les dessins animés, l'animation et les jeux vidéo. Ses rôles principaux incluent Makoto Kino / Sailor Jupiter, dans le doublage Viz Media de la série classique Sailor Moon et de la nouvelle série Sailor Moon Crystal, et Boruto Uzumaki. Elle est également connue pour avoir exprimé dans la série de jeux vidéo Danganronpa telle que l'antagoniste Junko Enoshima dans Danganronpa: Trigger Happy Havoc et Danganronpa 2: Goodbye Despair, le protagoniste Toko Fukawa dans Danganronpa: Trigger Happy Havoc et Danganronpa Another Episode: Ultra Despair Girls, également Shirokuma dans Danganronpa Another Episode: Ultra Despair Girls, Sully et Cherche dans le jeu vidéo Fire Emblem Awakening, Takeru Aizawa dans Squid Girl. Elle a été sélectionnée comme l'actrice révolutionnaire de l'année par Behind The Voice Actors lors de leurs Dub Anime Awards annuels en 2014.

## Biographie
Makoto Kino, autrement connu sous le nom de Sailor Jupiter, est sans doute l'un des rôles les plus remarquables d'Amanda C. Miller. Fan de longue date de Sailor Moon, Miller a auditionné pour chaque rôle féminin de la série, mais est devenue extatique lorsqu'elle a découvert qu'elle était choisie pour le rôle de Sailor Jupiter. Miller cite Sailor Jupiter comme son personnage préféré. En décrivant les similitudes entre elle et Sailor Jupiter, Miller a déclaré: "Je ressemble beaucoup à Makoto, parce que nous étions tous les deux les enfants les plus grands de notre classe. J'avais environ 5'7" quand j'étais en cinquième.  J'ai joué au hockey dans une équipe de garçons. J'ai joué au gardien de but. Donc, je pense que j'ai l'aspect garçon manqué - et j'adore le vert - mais ce que j'aime dans le personnage, c'est qu'elle était très dure mais elle était aussi comme féminine. Elle était tellement «j'aime faire du patin à glace, j'aime me moquer des garçons mignons», et j'adore ça chez elle. Je pense que nous partageons tous les deux cela. Comme si nous sommes toutes les deux féminines aussi botter vos fesses. " Miller a cité l'acteur Harvey Fierstein comme une influence pour exprimer Makoto.

## Filmographie

### Anime
- 2011 : Squid Girl : Takeru Aizawa
- 2011 : K-On! : Megumi Sokabe, Maki, Satoshi
- 2012 : Blue Exorcist : Yoshikuni
- 2013 : Accel World : Seiji Nomi, Megumi Wakamiya
- 2013 : Magi: The Labyrinth of Magic : Young Jamil, Young Cassim
- 2013 : Sword Art Online : Yulier
- 2014 : Sailor Moon : Makoto Kino / Sailor Jupiter, Akumuda (ep 69)
- 2015 : Coppelion : Ibuki Kaiji
- 2015 : Durarara!!×2 : Mikage Sharaku
- 2015 : Sailor Moon Crystal : Makoto Kino, Sailor Jupiter
- 2016 : Aldnoah.Zero : Rafia
- 2016 : Hunter × Hunter : Menchi
- 2016 : Mobile Suit Gundam: Iron-Blooded Orphans : Ride Mass, Haba
- 2018 : Boruto: Naruto Next Generations : Boruto Uzumaki

### Animation
- 2011 : Secret Millionaires Club : Skateboarder, Truffles the Pig
- 2017 : Sailor Moon : Les Fleurs maléfiques : Sailor Jupiter
- 2019 : Marvel Rising: Chasing Ghosts : Sheath
- 2019 : She-Ra et les Princesses au pouvoir : Flutterina

### Jeux vidéo
- 2011 : World of Warcraft: Cataclysm : Épouse du dragon de bronze
- 2012 : Wipeout 3 : Greg Grayson, Miss Gee Gee, Helena H. Cole
- 2013 : Fire Emblem: Awakening : Sully, Zelcher
- 2013 : Hyperdimension Neptunia Victory : MAGES.
- 2013 : Wipeout: Create & Crash : Patty Popstar, Hannahsarus Rex, Charlene Holmes
- 2014 : Danganronpa : Junko Enoshima, Toko Fukawa, Shirokuma
- 2014 : BlazBlue: Chrono Phantasma : Nine
- 2014 : Marvel Heroes : Kate Bishop / Hawkeye
- 2015 : Lord of Magna: Maiden Heaven : Francesca
- 2015 : Onechanbara Z2: Chaos : Kagura
- 2015 : Tales of Zestiria : Cardinal Forton
- 2017 : Nier: Automata : Jackass
- 2017 : Fire Emblem Heroes : Sully, Zelcher (première voix), Elincia (première voix)
- 2017 : Naruto Shippūden: Ultimate Ninja Storm 4 : Boruto Uzumaki
- 2018 : Naruto To Boruto: Shinobi Striker : Boruto Uzumaki
- 2019 : Rage 2 : Walker (Femme)